# Ancylostoma
Ancylostoma is een geslacht van parasitaire rondwormen met soorten die mensen, honden en katten kunnen infecteren, zoals Ancylostoma duodenale, die ancylostomiasis bij de mens veroorzaakt.

## Soorten
- Ancylostoma braziliense, voornamelijk bij katten, maar komt ook voor bij honden en de mens.
- Ancylostoma caninum, voornamelijk bij honden, maar komt ook voor bij katten en de mens.
- Ancylostoma ceylonicum, voornamelijk bij honden en katten, maar komt ook voor bij de mens.
- Ancylostoma duodenale, bij mensen.

Ancylostoma pluridentatum, voornamelijk bij wilde katten.
Ancylostoma tubaeforme, bij katten en andere gastheren.